# Manota pentacantha
Manota pentacantha är en tvåvingeart som beskrevs av Heikki Hippa 2007. Manota pentacantha ingår i släktet Manota och familjen svampmyggor. Inga underarter finns listade i Catalogue of Life.